# Лиман (Старобільський район)
Лима́н — село в Україні, у Старобільській міській громаді Старобільського району Луганської області. Населення становить 1962 особи. Колишній орган місцевого самоврядування — Лиманська сільська рада.
На північ від села розташований Айдарський іхтіологічний заказник.

## Історія
Територія, на якій розташоване сучасне село Лиман, була заселена людьми з давніх часів: поблизу села знайдено рештки 2 поселень бронзової доби, також існувало поселення епохи раннього середньовіччя.
Поселення було засновано у 1682 році донськими козаками та козаками і селянами-переселенцями з Правобережжя та Московської держави.
У 1708 році жителі підтримали повстання Кіндрата Булавіна, через що поселення було знищено царськими військами. Друге заселення відбулося в 1730 році вихідцями з Воронізької губернії та козаками Острогозького слобідського козацького полку.
У ХХ столітті населення села становило близько 2,5 тис. осіб.
Під час організованого радянською владою Голодомору 1932—1933 років померло щонайменше 513 жителів села (за іншими підрахунками — щонайменше 123 осіб).

## Культура
Діє Лиманська сільська бібліотека.